# Sofía de Grecia
Sofía de Grecia (en griego: Σοφία της Ελλάδας, romanizado: Sophía tis Elládas; Psijicó, 2 de noviembre de 1938) ha sido la reina consorte de España desde el 22 de noviembre de 1975 hasta el 18 de junio de 2014, fecha de la abdicación de su esposo, Juan Carlos I, y de la proclamación de su hijo Felipe VI.
Nació siendo la hija primogénita del rey Pablo I de Grecia y la reina Federica de Hannover y es hermana de Constantino II, el último rey de los helenos. Ostenta de forma vitalicia la dignidad de reina con el tratamiento de «majestad», y ejerce funciones protocolarias como miembro de la familia real española. Tras la salida de España de Juan Carlos I, Sofía ha decidido seguir con sus labores institucionales bajo el reinado de su hijo.

## Biografía

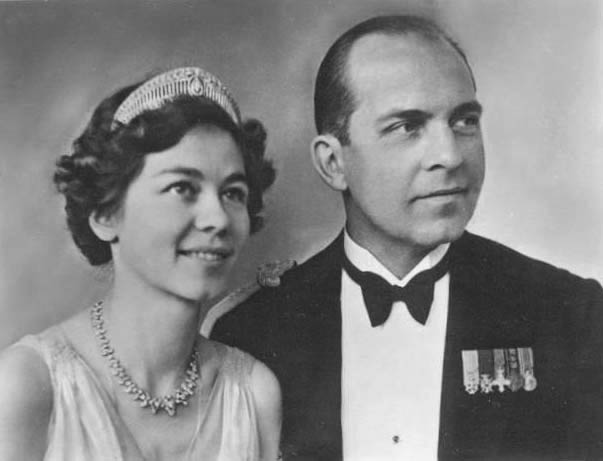
Pablo I de Grecia y Federica de Hannover, los padres de Sofía, en una fotografía de 1939.

Sofía Margarita Victoria Federica, princesa de Grecia y Dinamarca, nació el 2 de noviembre de 1938 en el Palacio de Psykhikó, cerca de Atenas, residencia de sus padres. Su nacimiento implicó un día de fiesta nacional y una amnistía general. Fue bautizada el 9 de enero de 1939 en el Palacio Real de Atenas por su beatitud Crisanto, arzobispo de Atenas y primado de la Iglesia ortodoxa griega, en una ceremonia sencilla a la que asistieron la familia más cercana, entre ellos el rey Jorge II, los duques de Brunswick, padres de la princesa Federica, los hermanos y los tíos de los príncipes, las autoridades imprescindibles y los embajadores del Reino Unido y de Italia en representación de dos de las madrinas, la reina Isabel del Reino Unido y la reina Elena de Italia, que no pudieron acudir. Pertenece a la Casa de Schleswig-Holstein-Sonderburg-Glücksburg, también llamada Casa de Glücksburg, una rama de la dinastía danesa de Oldemburgo.
Durante su infancia tuvo que abandonar Grecia junto con toda su familia a causa de la invasión alemana durante la Segunda Guerra Mundial y permaneció en Egipto y Sudáfrica. Se trasladaron posteriormente a Londres, donde pasaron el resto de la guerra.
El 1 de septiembre de 1946, Grecia decidió mediante plebiscito restaurar en el trono a su tío, el rey Jorge II. De esta manera, Pablo (hermano del rey Jorge II e hijo del rey Constantino I) y Federica, padres de la reina Sofía, se convertían en príncipes herederos. Un año más tarde, el 1 de abril de 1947 murió su tío, el rey Jorge II, y ascendían al trono sus padres, los príncipes Pablo y Federica, como el rey Pablo I y la reina Federica de los Helenos.
La reina Sofía, a pesar de ser hija de príncipes y no de reyes al nacer, tuvo desde ese momento el título y tratamiento de su alteza real la princesa Sofía de Grecia y Dinamarca, al ser la hija primogénita de los príncipes herederos del reino de Grecia y además nieta del rey Constantino I.
El 8 de junio de 1961 asistió en York a la boda de los duques de Kent, donde coincidió con Juan Carlos de Borbón, futuro rey de España, y además su primo tercero. La petición de mano se hizo el 13 de septiembre de 1961 en Lausana y la boda se celebró en Atenas el 14 de mayo de 1962, con tres ceremonias: la primera por el rito católico en la Catedral de San Dionisio Areopagita, la segunda por lo civil en el Palacio Real y la tercera por el rito ortodoxo en la Catedral Metropolitana de Atenas. El banquete de boda tuvo lugar en una carpa montada en los jardines del Palacio Real de Atenas. A esta boda asistieron numerosos representantes de las casas reales europeas y tuvo un papel muy destacado la abuela paterna del novio, la reina Victoria Eugenia. Se celebraron numerosas recepciones con motivo de la boda, tanto antes como después de la misma, y en algunas de ellas pudieron participar los miles de españoles que se trasladaron a Atenas para ser testigos del acontecimiento.
Sofía se convirtió formalmente de la ortodoxia griega al catolicismo romano para ser más aceptable para la España católica y, por lo tanto, renunció a sus derechos al trono griego.
Fue la primera mujer en recibir la gran cruz de la Real y Distinguida Orden de Carlos III, el 10 de mayo de 1962. Posteriormente la recibieron sus hijas, la madre y las hermanas del rey y la entonces princesa de Asturias. Además, recibió el collar de esta orden con posterioridad. También ha sido la última mujer nombrada dama de la Real Orden de Damas Nobles de la Reina María Luisa.
La reina es una gran políglota: habla fluidamente el inglés (con el que suele comunicarse con su familia), el alemán (que aprendió mientras estudiaba en Salem, una escuela en Alemania), el griego (su idioma nativo) y el español, que aprendió de manera acelerada desde 1961, cuando se comprometió con Juan Carlos de Borbón.
Sofía sigue una dieta pescetariana (abstención de carnes rojas y blancas, pero no marinas).

## Educación
Estudió en Alemania, en el prestigioso y elitista internado Schule Schloss Salem, el único del país que ofrecía la posibilidad de conseguir el Bachillerato Internacional. Dicho internado tenía como director a su tío Jorge Guillermo de Hannover, hermano de su madre y segundo marido de su tía, la princesa Sofía de Grecia y Dinamarca, hermana mayor de Felipe de Edimburgo.
Cursó estudios de Arqueología y de Música y formación profesional en Puericultura. Realizó las prácticas de puericultura en una maternidad de Atenas llamada Mitéra («madre» en griego) y fundada por su madre, la reina Federica. Formó parte como suplente de la selección griega de vela durante los Juegos Olímpicos de 1960, celebrados en Roma. Posteriormente, continuó su formación en el Fitzwilliam College de la Universidad de Cambridge.
En 1973, ya en España, comenzó la carrera de Humanidades en la Universidad Autónoma de Madrid.
Es doctora honoris causa por la Universidad de Oxford por su contribución al desarrollo de las artes en España y por su patrocinio de los estudios de español en la universidad oxonianay por la Universidad CEU San Pablo (2024) por su relevante contribución al fomento de la cultura y la promoción de las artes.

## Reina consorte de España

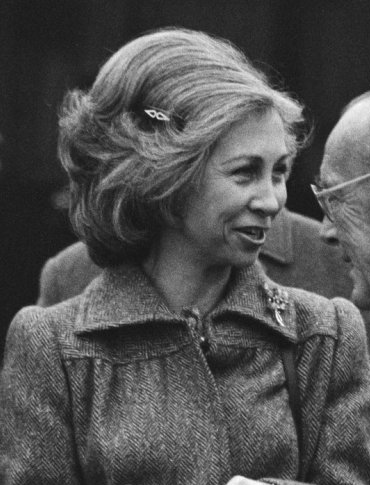
Sofía de Grecia en 1980.

El 19 de julio de 1969, Francisco Franco designó al entonces príncipe Juan Carlos como sucesor a título de rey, a cuyo fin, y hasta el momento de su ascensión, tanto él como su esposa ostentaron la dignidad de príncipes de España, evitando la tradicional de príncipes de Asturias, título que no le dio Juan de Borbón al aceptar ser el sucesor de Franco. Tras la muerte de Francisco Franco, Juan Carlos fue proclamado rey de España el 22 de noviembre de 1975.
Sofía ha mostrado interés por iniciativas sociales que no se limitan a prestar soluciones a situaciones individuales. Las actividades en las que participa se extienden también a temas de investigación científica y a la promoción de iniciativas y de acuerdos de cooperación diseñados para prevenirlas o para paliar sus efectos. Es presidenta ejecutiva y promotora de la fundación que lleva su nombre desde el año 1977, en la que desarrolla iniciativas en materias de inmigración, educación, acción social y medio ambiente. Es presidenta honoraria del Comité para la Educación y Cuidado de los Discapacitados y de la Fundación de Ayuda contra la Drogadicción (hasta el 29 de septiembre de 2015), entre otras organizaciones. Debido a la labor que realiza la reina en el fomento de la concordia, la convivencia y el impulso de valores democráticos, la Fundación Profesor Manuel Broseta la ha galardonado con el premio Convivencia. Presta especial interés a este problema y participa personalmente en conferencias y seminarios sobre este tema, tanto en España como en el extranjero. Colabora en los programas de desarrollo de la mujer rural y la expansión empresarial de las capas sociales más desfavorecidas a través del microcrédito y dedica una atención especial a los problemas de la infancia y de la mujer. Es bien conocida su afición por la música y todas las artes. De jóvenes, la Reina y su hermana, la princesa Irene de Grecia, se interesaron por la arqueología y excavaron en Decelia, en las inmediaciones del Palacio Real de Tatoi, experiencia de la que escribieron dos ensayos de ediciones muy limitadas junto con su profesora, la señorita Theophanó A. Arvanitopoulou, entre los años 1959 y 1960. Sus títulos fueron: "Fragmentos cerámicos de Decelia" y "Miscelánea arqueológica". En 2013 se publican en España unificados bajo el título "En Decelia. Fragmentos cerámicos de Decelia y miscelánea arqueológica".
Es académica de honor de la Real Academia de Bellas Artes de San Fernando y de la Real Academia de la Historia. Ha recibido el doctorado honoris causa por las universidades de El Rosario (Bogotá), Valladolid, Cambridge, Oxford, Georgetown, Évora, St. Mary's University (Texas), Nueva York y Seisen (Tokio).

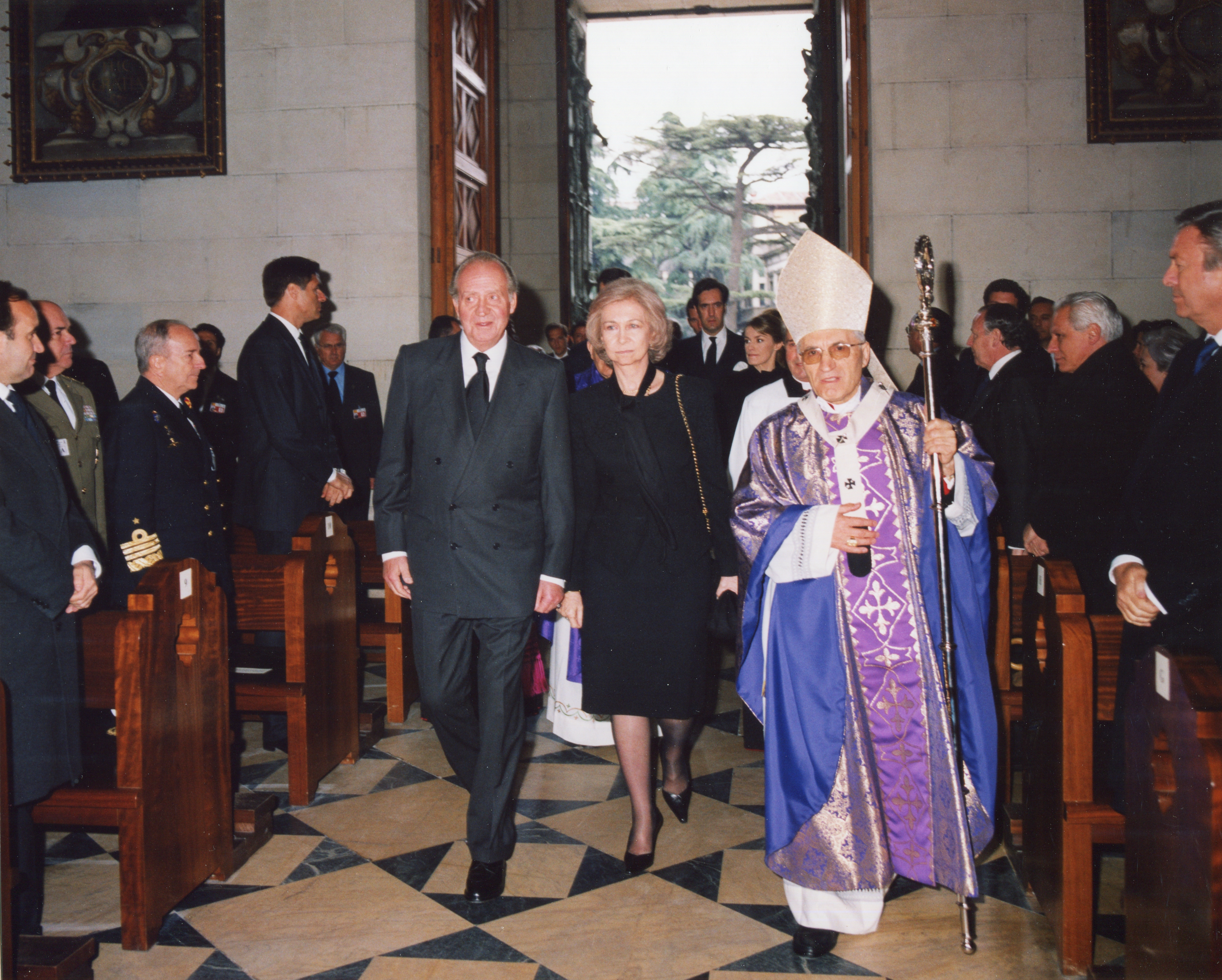
Funeral por las víctimas del 11-M.

Algunas instituciones culturales y musicales españolas llevan su nombre, como la Escuela Superior de Música Reina Sofía, el Museo Nacional Centro de Arte Reina Sofía, el Palacio de las Artes Reina Sofía en Valencia, el Hospital Reina Sofía en Tudela (Navarra), el Hospital Universitario Reina Sofía en Córdoba y el Hospital General Universitario Reina Sofía en Murcia.

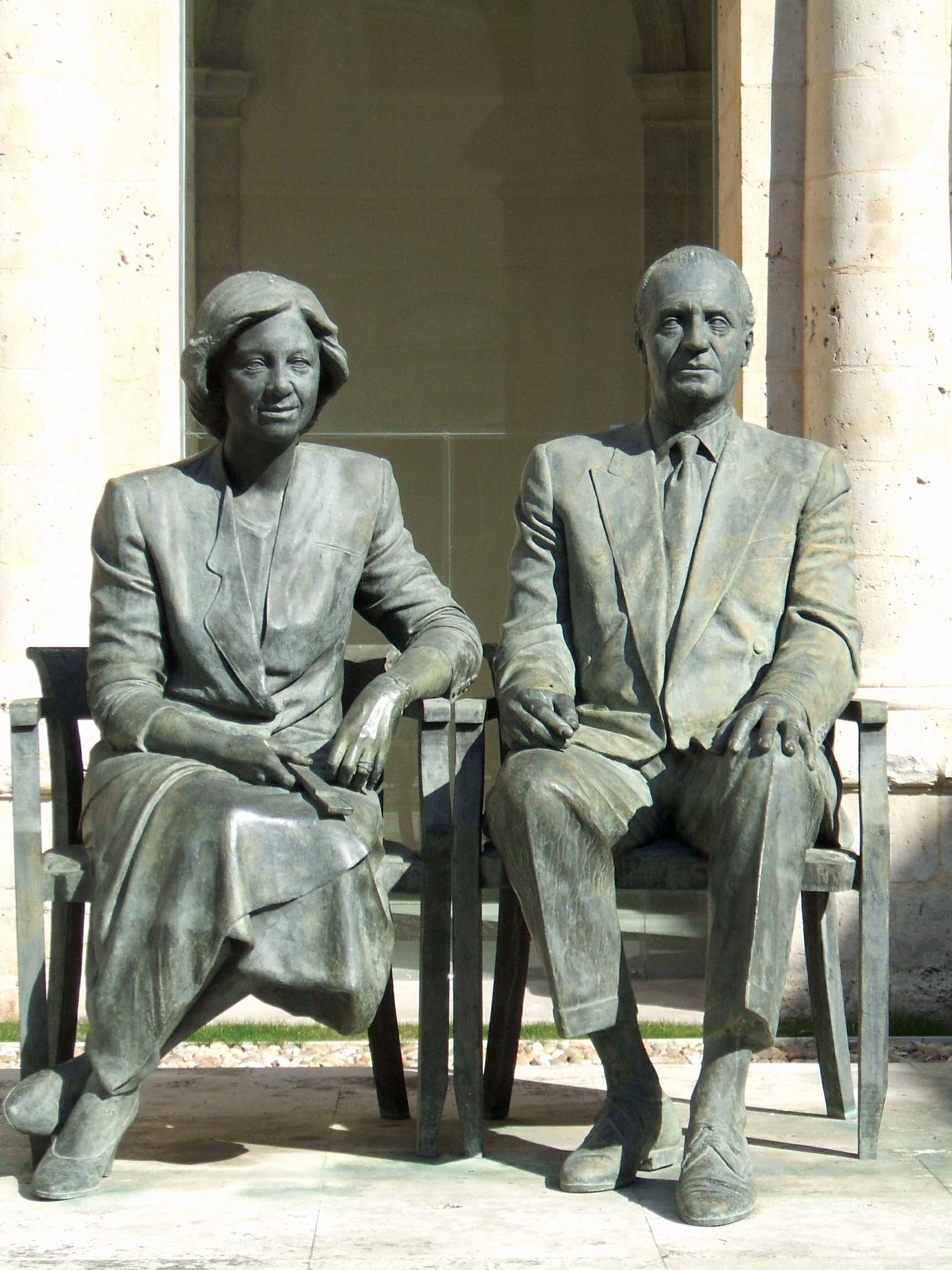
Estatuas de Sofía y Juan Carlos en Valladolid.

Ostenta el título de reina consorte. Al igual que el de toda la familia real helena, su origen familiar es fundamentalmente danés, con importantes alianzas alemanas y rusas. Entre otras figuras históricas, desciende directamente de la emperatriz Catalina la Grande, de Santa Isabel de Hungría, del káiser Guillermo II de Alemania y de la reina Victoria del Reino Unido.

## Descendencia
Juan Carlos y Sofía tienen tres hijos, todos ellos nacidos en la desaparecida Clínica Nuestra Señora de Loreto, en Madrid:
- Elena de Borbón y Grecia, infanta de España y duquesa de Lugo; n. 20 de diciembre de 1963, casada con Jaime de Marichalar en 1995, del que se divorció en 2010. Hijos:
  - Felipe de Marichalar y Borbón, grande de España, que nació el 17 de julio de 1998, en Madrid.
  - Victoria de Marichalar y Borbón, grande de España, nacida el 9 de septiembre de 2000, en Madrid.

- Cristina de Borbón y Grecia, infanta de España;[nota 3] n. 13 de junio de 1965, casada con Iñaki Urdangarin en 1997, del que se separó en 2022. Hijos:
  - Juan Urdangarin y Borbón, nacido el 29 de septiembre de 1999.
  - Pablo Urdangarin y Borbón, nacido el 6 de diciembre de 2000.
  - Miguel Urdangarin y Borbón, nacido el 30 de abril de 2002.
  - Irene Urdangarin y Borbón, nacida el 5 de junio de 2005.

- Felipe de Borbón y Grecia, rey de España; n. 30 de enero de 1968, casado con Letizia Ortiz Rocasolano en 2004. Hijas:
  - Leonor de Borbón y Ortiz, princesa de Asturias, nacida el 31 de octubre de 2005.
  - Sofía de Borbón y Ortiz, infanta de España, nacida el 29 de abril de 2007.

## Biografía por Pilar Urbano
En 2008, Sofía protagonizó una gran polémica con motivo de la publicación del libro La Reina muy de cerca en el que su autora, Pilar Urbano, reproducía una serie de comentarios que la reina, supuestamente, había hecho sobre varios temas polémicos en España. Así, se mostraba contraria a que el matrimonio entre homosexuales se llame "matrimonio". También se declaraba en contra del aborto y de la eutanasia (aunque a favor de una muerte digna) y a favor de la impartición de clases de religión en las escuelas.
Colectivos LGBT mostraron su malestar y pidieron una rectificación. Entre los partidos políticos, los más críticos fueron IU y ERC, abiertamente republicanos. ICV también pidió una rectificación y Olaia Fernández, diputada de BNG, a pesar de mostrar su respeto por las palabras de la reina, destacó que se ha roto el "principio de neutralidad" de la monarquía. De entre el resto de formaciones, que no se pronunciaron al respecto, destacaron el PP, principal partido de la oposición y el PSOE, en el gobierno. José Luis Rodríguez Zapatero, presidente del gobierno, y María Teresa Fernández de la Vega, vicepresidenta primera, salieron en defensa de Sofía recordando que «La Reina es respetada y querida dentro y fuera de nuestras fronteras. Y lo es porque a lo largo de estos 30 años ha desempeñado su tarea de manera impecable». La Casa Real emitió un comunicado en el que calificaba de «Supuestas afirmaciones que, en todo caso, se han hecho en un ámbito privado y que no corresponden con exactitud a las opiniones vertidas por Su Majestad la Reina». La autora aseguró que el texto definitivo se envió para ser revisado y que la Casa del Rey dio luz verde a la publicación sugiriendo únicamente cambiar una palabra del texto, que fue corregida.
Asimismo, Sofía reconoció en su libro-entrevista haber asistido a algunas de las reuniones secretas del Grupo Bilderberg. Ante las preguntas de la periodista, la reina contestó:

Para mí, son unas reuniones apasionantes. Sí, apasionantes. A lo largo de los años, vas conociendo gente muy diversa, bien informada, bien relacionada, cada una con un bagaje formidable en su terreno, en su área, o en su país. Allí se juntan personas de muchos mundos: política, finanzas, energía, defensa, comunicaciones, investigación científica...¡Se aprende tanto!.

Ante la pregunta de la periodista de por qué dichas reuniones son secretas, la reina Sofía respondió:

El secreto es para que cada uno pueda decir con libertad lo que piensa, lo que en un debate le viene a la cabeza, y que eso no se difunda. Pero no es secreto porque estemos conspirando. ¡Nada de conjuras! Allí nadie es reina ni canciller ni presidente de un gobierno o chairman de una multinacional... Allí no hay rangos. Se dejan, no ya en la habitación del hotel, sino en el aeropuerto de tu país de origen. Ni nadie va con su cónyuge ni con sus secretarios...

En el Bilderberg no se toman decisiones políticas, ni económicas, ni defensivas. No es una organización mundial «ejecutiva», por así decir. Se discuten grandes cuestiones, eso sí. No se habla de chismes o de tonterías. Precisamente vale la pena asistir por la información que allí circula, por la visión más rigurosa y más completa de ciertos conflictos que nos afectan o nos afectarán (páginas 258-259).

## Libros publicados
- En Decelias: fragmentos cerámicos de Decelias y miscelánea arqueológica. Atenas, (1959-1960). Editado en español en España, 2013.[28][29] ISBN 978-84-941033-0-8.

## En la ficción
Sofía tiene su telefilme propio, titulado Sofía (2011). Interpretó su papel la joven actriz Nadia de Santiago.
Además, distintas actrices han interpretado a la reina en varios telefilmes:
- Mónica López en 23-F: el día más difícil del rey (2009).
- Marisa Paredes en Felipe y Letizia (2010).
- Olga Lozano en Tarancón, el quinto mandamiento (2010).
- Olga Lozano en 23-F: la película (2011).
- Nadia de Santiago en Sofía (2011)
- Cristina Brondo en El Rey (2013).[30]
- Salomé Jiménez en Cristo y Rey (2023)

## Ancestros
| \| \| \| \| \| \| \| \| \| \| \| \| \| \| \| \| \| \| \| \| 16. Cristián IX de Dinamarca \| \| \| \| \| \| \| \| \| \| \| \| \| \| \| \| \| \| \| \| \| \| \| \| \| \| \| \| \| \| \| \| \| \| \| \| \| \| \| \| \| \| \| \| \| \| \| \| \| \| \| \| \| \| 8. Jorge I de los Helenos \| \| \| \| \| \| \| \| \| \| \| \| \| \| \| \| \| \| \| \| \| \| \| \| \| \| \| \| \| \| \| \| \| \| \| \| \| \| \| \| \| \| \| \| \| \| \| \| \| \| \| \| \| \| 17. Princesa Luisa de Hesse-Kassel \| \| \| \| \| \| \| \| \| \| \| \| \| \| \| \| \| \| \| \| \| \| \| \| \| \| \| \| \| \| \| \| \| \| \| \| \| \| \| \| \| \| \| \| \| \| \| \| \| \| \| \| \| \| 4. Constantino I de los Helenos \| \| \| \| \| \| \| \| \| \| \| \| \| \| \| \| \| \| \| \| \| \| \| \| \| \| \| \| \| \| \| \| \| \| \| \| \| \| \| \| \| \| \| \| \| \| \| \| \| \| \| \| \| \| 18. Gran Duque Constantino Nicoláyevich de Rusia \| \| \| \| \| \| \| \| \| \| \| \| \| \| \| \| \| \| \| \| \| \| \| \| \| \| \| \| \| \| \| \| \| \| \| \| \| \| \| \| \| \| \| \| \| \| \| \| \| \| \| \| \| \| 9. Gran Duquesa Olga Constantínovna de Rusia \| \| \| \| \| \| \| \| \| \| \| \| \| \| \| \| \| \| \| \| \| \| \| \| \| \| \| \| \| \| \| \| \| \| \| \| \| \| \| \| \| \| \| \| \| \| \| \| \| \| \| \| \| \| 19. Princesa Alejandra de Sajonia-Altenburgo \| \| \| \| \| \| \| \| \| \| \| \| \| \| \| \| \| \| \| \| \| \| \| \| \| \| \| \| \| \| \| \| \| \| \| \| \| \| \| \| \| \| \| \| \| \| \| \| \| \| \| \| \| \| 2. Pablo I de los Helenos \| \| \| \| \| \| \| \| \| \| \| \| \| \| \| \| \| \| \| \| \| \| \| \| \| \| \| \| \| \| \| \| \| \| \| \| \| \| \| \| \| \| \| \| \| \| \| \| \| \| \| \| \| \| 20. Guillermo I de Alemania \| \| \| \| \| \| \| \| \| \| \| \| \| \| \| \| \| \| \| \| \| \| \| \| \| \| \| \| \| \| \| \| \| \| \| \| \| \| \| \| \| \| \| \| \| \| \| \| \| \| \| \| \| \| 10. Federico III de Alemania \| \| \| \| \| \| \| \| \| \| \| \| \| \| \| \| \| \| \| \| \| \| \| \| \| \| \| \| \| \| \| \| \| \| \| \| \| \| \| \| \| \| \| \| \| \| \| \| \| \| \| \| \| \| 21. Princesa Augusta de Sajonia-Weimar-Eisenach \| \| \| \| \| \| \| \| \| \| \| \| \| \| \| \| \| \| \| \| \| \| \| \| \| \| \| \| \| \| \| \| \| \| \| \| \| \| \| \| \| \| \| \| \| \| \| \| \| \| \| \| \| \| 5. Princesa Sofía de Prusia \| \| \| \| \| \| \| \| \| \| \| \| \| \| \| \| \| \| \| \| \| \| \| \| \| \| \| \| \| \| \| \| \| \| \| \| \| \| \| \| \| \| \| \| \| \| \| \| \| \| \| \| \| \| 22. Príncipe Alberto de Sajonia-Coburgo-Gotha \| \| \| \| \| \| \| \| \| \| \| \| \| \| \| \| \| \| \| \| \| \| \| \| \| \| \| \| \| \| \| \| \| \| \| \| \| \| \| \| \| \| \| \| \| \| \| \| \| \| \| \| \| \| 11. Victoria, Princesa Real \| \| \| \| \| \| \| \| \| \| \| \| \| \| \| \| \| \| \| \| \| \| \| \| \| \| \| \| \| \| \| \| \| \| \| \| \| \| \| \| \| \| \| \| \| \| \| \| \| \| \| \| \| \| 23. Victoria I del Reino Unido \| \| \| \| \| \| \| \| \| \| \| \| \| \| \| \| \| \| \| \| \| \| \| \| \| \| \| \| \| \| \| \| \| \| \| \| \| \| \| \| \| \| \| \| \| \| \| \| \| \| \| \| \| \| 1. Sofía de Grecia, reina consorte de España \| \| \| \| \| \| \| \| \| \| \| \| \| \| \| \| \| \| \| \| \| \| \| \| \| \| \| \| \| \| \| \| \| \| \| \| \| \| \| \| \| \| \| \| \| \| \| \| \| \| \| \| \| \| 24. Jorge V de Hannover \| \| \| \| \| \| \| \| \| \| \| \| \| \| \| \| \| \| \| \| \| \| \| \| \| \| \| \| \| \| \| \| \| \| \| \| \| \| \| \| \| \| \| \| \| \| \| \| \| \| \| \| \| \| 12. Ernesto Augusto, Príncipe Heredero de Hannover \| \| \| \| \| \| \| \| \| \| \| \| \| \| \| \| \| \| \| \| \| \| \| \| \| \| \| \| \| \| \| \| \| \| \| \| \| \| \| \| \| \| \| \| \| \| \| \| \| \| \| \| \| \| 25. Princesa María de Sajonia-Altenburgo \| \| \| \| \| \| \| \| \| \| \| \| \| \| \| \| \| \| \| \| \| \| \| \| \| \| \| \| \| \| \| \| \| \| \| \| \| \| \| \| \| \| \| \| \| \| \| \| \| \| \| \| \| \| 6. Ernesto Augusto, duque de Brunswick \| \| \| \| \| \| \| \| \| \| \| \| \| \| \| \| \| \| \| \| \| \| \| \| \| \| \| \| \| \| \| \| \| \| \| \| \| \| \| \| \| \| \| \| \| \| \| \| \| \| \| \| \| \| 26. Cristián IX de Dinamarca (= 16) \| \| \| \| \| \| \| \| \| \| \| \| \| \| \| \| \| \| \| \| \| \| \| \| \| \| \| \| \| \| \| \| \| \| \| \| \| \| \| \| \| \| \| \| \| \| \| \| \| \| \| \| \| \| 13. Princesa Thyra de Dinamarca \| \| \| \| \| \| \| \| \| \| \| \| \| \| \| \| \| \| \| \| \| \| \| \| \| \| \| \| \| \| \| \| \| \| \| \| \| \| \| \| \| \| \| \| \| \| \| \| \| \| \| \| \| \| 27. Princesa Luisa de Hesse-Kassel (= 17) \| \| \| \| \| \| \| \| \| \| \| \| \| \| \| \| \| \| \| \| \| \| \| \| \| \| \| \| \| \| \| \| \| \| \| \| \| \| \| \| \| \| \| \| \| \| \| \| \| \| \| \| \| \| 3. Princesa Federica de Hannover \| \| \| \| \| \| \| \| \| \| \| \| \| \| \| \| \| \| \| \| \| \| \| \| \| \| \| \| \| \| \| \| \| \| \| \| \| \| \| \| \| \| \| \| \| \| \| \| \| \| \| \| \| \| 28. Federico III de Alemania (= 10) \| \| \| \| \| \| \| \| \| \| \| \| \| \| \| \| \| \| \| \| \| \| \| \| \| \| \| \| \| \| \| \| \| \| \| \| \| \| \| \| \| \| \| \| \| \| \| \| \| \| \| \| \| \| 14. Guillermo II de Alemania \| \| \| \| \| \| \| \| \| \| \| \| \| \| \| \| \| \| \| \| \| \| \| \| \| \| \| \| \| \| \| \| \| \| \| \| \| \| \| \| \| \| \| \| \| \| \| \| \| \| \| \| \| \| 29. Victoria, Princesa Real (= 11) \| \| \| \| \| \| \| \| \| \| \| \| \| \| \| \| \| \| \| \| \| \| \| \| \| \| \| \| \| \| \| \| \| \| \| \| \| \| \| \| \| \| \| \| \| \| \| \| \| \| \| \| \| \| 7. Princesa Victoria Luisa de Prusia \| \| \| \| \| \| \| \| \| \| \| \| \| \| \| \| \| \| \| \| \| \| \| \| \| \| \| \| \| \| \| \| \| \| \| \| \| \| \| \| \| \| \| \| \| \| \| \| \| \| \| \| \| \| 30. Federico VIII, Duque de Schleswig-Holstein-Sonderburg-Augustenburg \| \| \| \| \| \| \| \| \| \| \| \| \| \| \| \| \| \| \| \| \| \| \| \| \| \| \| \| \| \| \| \| \| \| \| \| \| \| \| \| \| \| \| \| \| \| \| \| \| \| \| \| \| \| 15. Princesa Augusta Victoria de Schleswig-Holstein-Sonderburg-Augustenburg \| \| \| \| \| \| \| \| \| \| \| \| \| \| \| \| \| \| \| \| \| \| \| \| \| \| \| \| \| \| \| \| \| \| \| \| \| \| \| \| \| \| \| \| \| \| \| \| \| \| \| \| \| \| 31. Princesa Adelaida de Hohenlohe-Langenburg \| \| \| \| \| \| \| \| \| \| \| \| \| \| \| \| \| \| \| \| \| \| \| \| \| \| \| \| \| \| \| \| \| \| \| \| \| \| \| \| \| \| \| \| \| \| \| \| \| \| \| \| |                                                                             |  |  |  |  |  |  |  |  |  |  |  |  |  |  |  |
| |                                                                             |  |  |  |  |  |  |  |  |  |  |  |  |  |  |  |
| | 16. Cristián IX de Dinamarca                                                |  |  |  |  |  |  |  |  |  |  |  |  |  |  |  |
| |                                                                             |  |  |  |  |  |  |  |  |  |  |  |  |  |  |  |
| |                                                                             |  |  |  |  |  |  |  |  |  |  |  |  |  |  |  |
| | 8. Jorge I de los Helenos                                                   |  |  |  |  |  |  |  |  |  |  |  |  |  |  |  |
| |                                                                             |  |  |  |  |  |  |  |  |  |  |  |  |  |  |  |
| |                                                                             |  |  |  |  |  |  |  |  |  |  |  |  |  |  |  |
| | 17. Princesa Luisa de Hesse-Kassel                                          |  |  |  |  |  |  |  |  |  |  |  |  |  |  |  |
| |                                                                             |  |  |  |  |  |  |  |  |  |  |  |  |  |  |  |
| |                                                                             |  |  |  |  |  |  |  |  |  |  |  |  |  |  |  |
| | 4. Constantino I de los Helenos                                             |  |  |  |  |  |  |  |  |  |  |  |  |  |  |  |
| |                                                                             |  |  |  |  |  |  |  |  |  |  |  |  |  |  |  |
| |                                                                             |  |  |  |  |  |  |  |  |  |  |  |  |  |  |  |
| | 18. Gran Duque Constantino Nicoláyevich de Rusia                            |  |  |  |  |  |  |  |  |  |  |  |  |  |  |  |
| |                                                                             |  |  |  |  |  |  |  |  |  |  |  |  |  |  |  |
| |                                                                             |  |  |  |  |  |  |  |  |  |  |  |  |  |  |  |
| | 9. Gran Duquesa Olga Constantínovna de Rusia                                |  |  |  |  |  |  |  |  |  |  |  |  |  |  |  |
| |                                                                             |  |  |  |  |  |  |  |  |  |  |  |  |  |  |  |
| |                                                                             |  |  |  |  |  |  |  |  |  |  |  |  |  |  |  |
| | 19. Princesa Alejandra de Sajonia-Altenburgo                                |  |  |  |  |  |  |  |  |  |  |  |  |  |  |  |
| |                                                                             |  |  |  |  |  |  |  |  |  |  |  |  |  |  |  |
| |                                                                             |  |  |  |  |  |  |  |  |  |  |  |  |  |  |  |
| | 2. Pablo I de los Helenos                                                   |  |  |  |  |  |  |  |  |  |  |  |  |  |  |  |
| |                                                                             |  |  |  |  |  |  |  |  |  |  |  |  |  |  |  |
| |                                                                             |  |  |  |  |  |  |  |  |  |  |  |  |  |  |  |
| | 20. Guillermo I de Alemania                                                 |  |  |  |  |  |  |  |  |  |  |  |  |  |  |  |
| |                                                                             |  |  |  |  |  |  |  |  |  |  |  |  |  |  |  |
| |                                                                             |  |  |  |  |  |  |  |  |  |  |  |  |  |  |  |
| | 10. Federico III de Alemania                                                |  |  |  |  |  |  |  |  |  |  |  |  |  |  |  |
| |                                                                             |  |  |  |  |  |  |  |  |  |  |  |  |  |  |  |
| |                                                                             |  |  |  |  |  |  |  |  |  |  |  |  |  |  |  |
| | 21. Princesa Augusta de Sajonia-Weimar-Eisenach                             |  |  |  |  |  |  |  |  |  |  |  |  |  |  |  |
| |                                                                             |  |  |  |  |  |  |  |  |  |  |  |  |  |  |  |
| |                                                                             |  |  |  |  |  |  |  |  |  |  |  |  |  |  |  |
| | 5. Princesa Sofía de Prusia                                                 |  |  |  |  |  |  |  |  |  |  |  |  |  |  |  |
| |                                                                             |  |  |  |  |  |  |  |  |  |  |  |  |  |  |  |
| |                                                                             |  |  |  |  |  |  |  |  |  |  |  |  |  |  |  |
| | 22. Príncipe Alberto de Sajonia-Coburgo-Gotha                               |  |  |  |  |  |  |  |  |  |  |  |  |  |  |  |
| |                                                                             |  |  |  |  |  |  |  |  |  |  |  |  |  |  |  |
| |                                                                             |  |  |  |  |  |  |  |  |  |  |  |  |  |  |  |
| | 11. Victoria, Princesa Real                                                 |  |  |  |  |  |  |  |  |  |  |  |  |  |  |  |
| |                                                                             |  |  |  |  |  |  |  |  |  |  |  |  |  |  |  |
| |                                                                             |  |  |  |  |  |  |  |  |  |  |  |  |  |  |  |
| | 23. Victoria I del Reino Unido                                              |  |  |  |  |  |  |  |  |  |  |  |  |  |  |  |
| |                                                                             |  |  |  |  |  |  |  |  |  |  |  |  |  |  |  |
| |                                                                             |  |  |  |  |  |  |  |  |  |  |  |  |  |  |  |
| | 1. Sofía de Grecia, reina consorte de España                                |  |  |  |  |  |  |  |  |  |  |  |  |  |  |  |
| |                                                                             |  |  |  |  |  |  |  |  |  |  |  |  |  |  |  |
| |                                                                             |  |  |  |  |  |  |  |  |  |  |  |  |  |  |  |
| | 24. Jorge V de Hannover                                                     |  |  |  |  |  |  |  |  |  |  |  |  |  |  |  |
| |                                                                             |  |  |  |  |  |  |  |  |  |  |  |  |  |  |  |
| |                                                                             |  |  |  |  |  |  |  |  |  |  |  |  |  |  |  |
| | 12. Ernesto Augusto, Príncipe Heredero de Hannover                          |  |  |  |  |  |  |  |  |  |  |  |  |  |  |  |
| |                                                                             |  |  |  |  |  |  |  |  |  |  |  |  |  |  |  |
| |                                                                             |  |  |  |  |  |  |  |  |  |  |  |  |  |  |  |
| | 25. Princesa María de Sajonia-Altenburgo                                    |  |  |  |  |  |  |  |  |  |  |  |  |  |  |  |
| |                                                                             |  |  |  |  |  |  |  |  |  |  |  |  |  |  |  |
| |                                                                             |  |  |  |  |  |  |  |  |  |  |  |  |  |  |  |
| | 6. Ernesto Augusto, duque de Brunswick                                      |  |  |  |  |  |  |  |  |  |  |  |  |  |  |  |
| |                                                                             |  |  |  |  |  |  |  |  |  |  |  |  |  |  |  |
| |                                                                             |  |  |  |  |  |  |  |  |  |  |  |  |  |  |  |
| | 26. Cristián IX de Dinamarca (= 16)                                         |  |  |  |  |  |  |  |  |  |  |  |  |  |  |  |
| |                                                                             |  |  |  |  |  |  |  |  |  |  |  |  |  |  |  |
| |                                                                             |  |  |  |  |  |  |  |  |  |  |  |  |  |  |  |
| | 13. Princesa Thyra de Dinamarca                                             |  |  |  |  |  |  |  |  |  |  |  |  |  |  |  |
| |                                                                             |  |  |  |  |  |  |  |  |  |  |  |  |  |  |  |
| |                                                                             |  |  |  |  |  |  |  |  |  |  |  |  |  |  |  |
| | 27. Princesa Luisa de Hesse-Kassel (= 17)                                   |  |  |  |  |  |  |  |  |  |  |  |  |  |  |  |
| |                                                                             |  |  |  |  |  |  |  |  |  |  |  |  |  |  |  |
| |                                                                             |  |  |  |  |  |  |  |  |  |  |  |  |  |  |  |
| | 3. Princesa Federica de Hannover                                            |  |  |  |  |  |  |  |  |  |  |  |  |  |  |  |
| |                                                                             |  |  |  |  |  |  |  |  |  |  |  |  |  |  |  |
| |                                                                             |  |  |  |  |  |  |  |  |  |  |  |  |  |  |  |
| | 28. Federico III de Alemania (= 10)                                         |  |  |  |  |  |  |  |  |  |  |  |  |  |  |  |
| |                                                                             |  |  |  |  |  |  |  |  |  |  |  |  |  |  |  |
| |                                                                             |  |  |  |  |  |  |  |  |  |  |  |  |  |  |  |
| | 14. Guillermo II de Alemania                                                |  |  |  |  |  |  |  |  |  |  |  |  |  |  |  |
| |                                                                             |  |  |  |  |  |  |  |  |  |  |  |  |  |  |  |
| |                                                                             |  |  |  |  |  |  |  |  |  |  |  |  |  |  |  |
| | 29. Victoria, Princesa Real (= 11)                                          |  |  |  |  |  |  |  |  |  |  |  |  |  |  |  |
| |                                                                             |  |  |  |  |  |  |  |  |  |  |  |  |  |  |  |
| |                                                                             |  |  |  |  |  |  |  |  |  |  |  |  |  |  |  |
| | 7. Princesa Victoria Luisa de Prusia                                        |  |  |  |  |  |  |  |  |  |  |  |  |  |  |  |
| |                                                                             |  |  |  |  |  |  |  |  |  |  |  |  |  |  |  |
| |                                                                             |  |  |  |  |  |  |  |  |  |  |  |  |  |  |  |
| | 30. Federico VIII, Duque de Schleswig-Holstein-Sonderburg-Augustenburg      |  |  |  |  |  |  |  |  |  |  |  |  |  |  |  |
| |                                                                             |  |  |  |  |  |  |  |  |  |  |  |  |  |  |  |
| |                                                                             |  |  |  |  |  |  |  |  |  |  |  |  |  |  |  |
| | 15. Princesa Augusta Victoria de Schleswig-Holstein-Sonderburg-Augustenburg |  |  |  |  |  |  |  |  |  |  |  |  |  |  |  |
| |                                                                             |  |  |  |  |  |  |  |  |  |  |  |  |  |  |  |
| |                                                                             |  |  |  |  |  |  |  |  |  |  |  |  |  |  |  |
| | 31. Princesa Adelaida de Hohenlohe-Langenburg                               |  |  |  |  |  |  |  |  |  |  |  |  |  |  |  |
| |                                                                             |  |  |  |  |  |  |  |  |  |  |  |  |  |  |  |
| |                                                                             |  |  |  |  |  |  |  |  |  |  |  |  |  |  |  |

| Predecesora: María de las Mercedes de Borbón y Orleans | Princesa consorte de Asturias (titular) 1962-1975 | Sucesora: Letizia Ortiz Rocasolano |
| Predecesora: Creación del título                       | Princesa consorte de España 1969-1975             | Sucesora: Abolición del título     |
| Predecesora: Victoria Eugenia de Battenberg            | Reina consorte de España 1975-2014                | Sucesora: Letizia Ortiz Rocasolano |